# Bodaboda

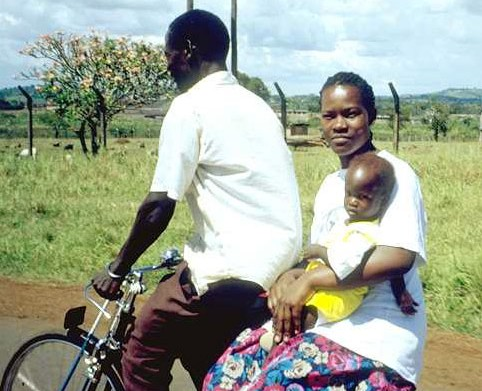
Bodaboda im Einsatz

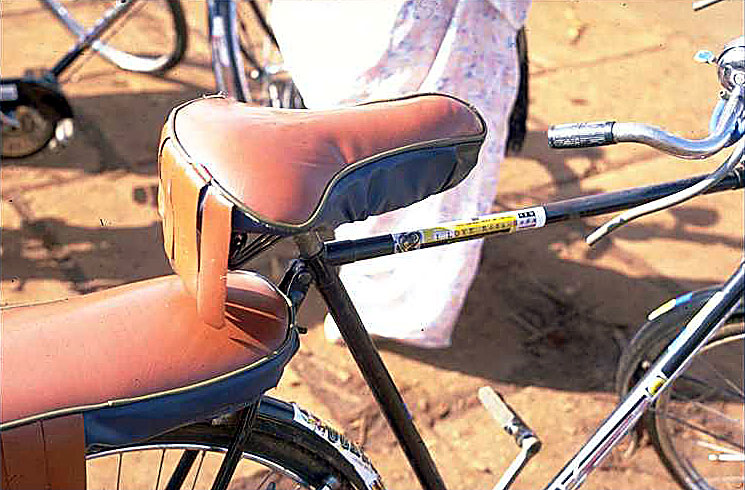
Ein typischer Sitz

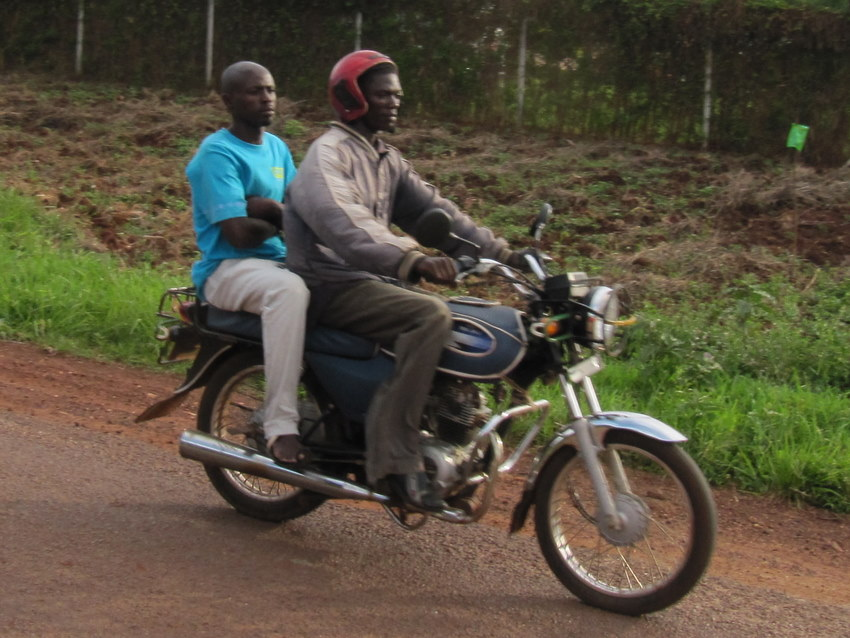
Motorrad-Bodaboda in Uganda

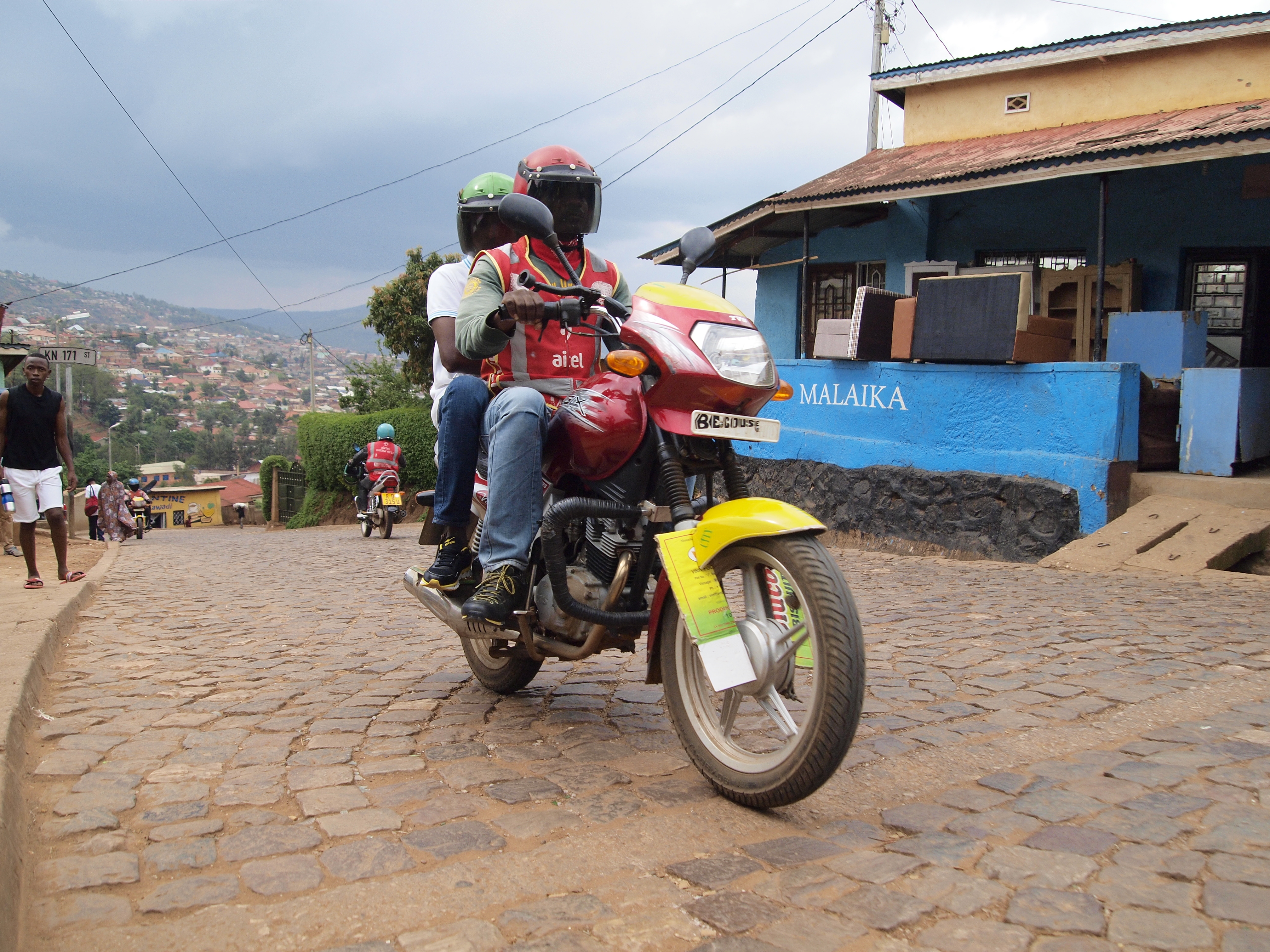
Motorrad-Bodaboda in Kigali, Ruanda

Bodaboda (vom Englischen border also Grenze, auch Boda-boda) bezeichnet in Ostafrika Fahrradtaxis und Motorradtaxis. Sowohl das Gefährt wie auch dessen Fahrer werden Bodaboda genannt.

## Aussehen
Auf einem stabilen Standardfahrrad aus oft indischer oder chinesischer Produktion wird ein lokal hergestellter robuster Gepäckträger mit einem Schaumstoffsitzkissen befestigt. Befördert werden Passagiere und Waren.
Für Motorrad Boda-Boda wird in Uganda vornehmlich auf das Modell Boxer des indischen Herstellers Bajaj zurückgegriffen. In den Nachbarländern hingegen dominieren teilweise auch andere Modelle. Die Motorräder werden oft vor Ort mit zusätzlichen Fußstützen und Schutzvorrichtungen für Scheinwerfer verstärkt.
In Ruanda sind verschiedene Typen des Modells Victor des ebenfalls indischen Herstellers TVS vorherrschend.

## Ursprung und Name
Die ersten Bodaboda waren in den 1960er und 1970er Jahren (zum Teil als Schmuggler) zwischen der ugandisch-kenianischen Grenze, vor allem in Busia, aktiv und breiteten sich von dort stetig in andere Regionen aus.
In Ruanda ist außerdem der Begriff Moto für entsprechende Motorradtaxen üblich.

## Sonstiges
Gegenüber den in Asien gebräuchlichen Rikscha-Taxis haben die Bodaboda viele Vorteile. Sie sind leichter, schneller und vor allem billiger. Außerdem werden sie im Stadtverkehr oft genutzt um Staus zu passieren.
Allerdings sind in den meisten Staaten mehr als zwei Personen auf einem Standardfahrrad oder Motorrad nicht zugelassen. Während in Uganda dennoch oft zwei oder mehr Passagiere auf einem Boda-Boda transportiert werden und Helme für Passagiere eine Seltenheit sind, ist das Gewerbe in Ruanda inzwischen umfassend reguliert.
Im Ursprungsgebiet der Bodaboda (Uganda, Kenia) dominieren vor allem in den städtischen Bereichen inzwischen auf vielen Strecken Motorradtaxis. Auch sie werden teils Bodaboda gerufen. Laut Ugandas größter Boda-Boda Gewerkschaft arbeitet zurzeit schätzungsweise 1.000.000 Männer in Uganda als professionelle Boda-boda Fahrer (2018). Allein in Kampala sollen derzeit bis zu 200.000 Boda-Bodas operieren.

## Sicherheit
An vielen Orten, an denen Boda-Bodas aktiv sind, stellen sie inzwischen ein großes Verkehrsrisiko dar. Fehlende Sicherheitsvorkehrungen wie Helme, nicht verkehrstaugliche Motorräder, sowie Überladung und die Missachtung von Verkehrsregeln sorgen dafür, dass Boda-Bodas überdurchschnittlich oft in Verkehrsunfälle mit Schwerverletzten und Toten verwickelt sind.
Als Reaktion auf fehlende Sicherheitsstandards haben sich inzwischen sogenannte „Safe Bodas“ etabliert. Diese nach dem Taxi-App-Prinzip arbeitenden Boda-Boda sind mit Helmen für den Mitfahrer ausgestattet und sollen zurückhaltender fahren. Außerdem soll die Registrierung und Ortbarkeit zusätzliche Sicherheit vermitteln.
Boda-Boda-Fahrern wird außerdem immer wieder vorgeworfen in kriminelle Aktivitäten, wie Einbrüche, Diebstähle, Raubüberfälle und sogar Morde verwickelt zu sein. In Uganda sorgt eine fehlende Regulierung und Registrierung der Boda-Boda außerdem dafür, dass Kriminelle sich leicht als Boda-Boda-Fahrer ausgeben können.
Für Aufsehen in Uganda sorgte außerdem der Fall der sog. Boda-Boda-2010-Gruppe. Diese unter der Schirmherrschaft des ehemaligen Polizeichef Kale Kayhura zur Unterstützung der örtlichen Polizei gebildete Boda-Boda-Fahrer-Gruppe fiel immer wieder durch Erpressungen und Nötigungen sowie durch die Beteiligung an Raubüberfällen auf, die weitestgehend straffrei blieben. Nach einem Raubmord, an dem mutmaßlich Mitglieder der Boda-Boda 2010 beteiligt waren, wurden die Anführer der Gruppe schließlich Anfang 2018 von der Militärpolizei verhaftet und die Gruppe aufgelöst.

## Filme
- 360°- GEO Reportage: Uganda – der Weg zum Fahrradtaxi, 2008.